# Intermediärmetabolism
Med intermediärmetabolism menas i normalfallet samma sak som metabolismen och dessas reaktionsvägar. Begreppet intermediärmetabolism är dock begränsad till cellens ämnesomsättning; säger man bara metabolism kan även matspjälkningen och näringsupptaget inkluderas. 
Metabolismen sker via många stegvisa kemiska reaktioner, katalyserade av olika enzym. Att reaktionerna sker i många steg är fördelaktig då man på detta sätt får mer kemisk energi i utbyte. Hade reaktionen skett i ett steg bildas bara värme vilket inte är en bra energiform för cellen. Vidare ger intermediärmetabolismen viktiga byggstensmolekyler, bygger upp makromolekyler (tex. protein) samt bygger upp specialiserade molekyler (tex. könshormon).
Intermediärmetabolismen regleras av:
- Intracelluära signaler, produktinhibition
- Allosterisk reglering
- Tillgången på substrat
- Effekter på genexpression
- Second messenger-system (indirekt signal tex via cAMP eller G-protein vilka leder till en fosforylering/defosforylering)